# Orawski Biały Potok
Orawski Biały Potok (słow. Oravský Biely Potok, węg. Bjelipotok, w latach 1889–1920 Árvafejérpatak) – wieś i gmina (obec) w powiecie Twardoszyn, kraju żylińskim, w północnej Słowacji.
Wieś lokowana w roku 1567. Od XVIII w. do początków XX w. była znanym ośrodkiem kamieniarstwa i ludowej rzeźby w kamieniu, zwłaszcza sakralnej. Z miejscowych warsztatów pochodzi wiele krzyży przydrożnych, kapliczek słupowych, postaci świętych i nagrobków cmentarnych, spotykanych dziś na całym terenie Orawy, a nawet na terenach sąsiednich (Podhale, Żywiecczyzna).

## Szlaki turystyczne
czerwony: Orawski Biały Potok – Stara mat – Košariska – przełęcz Biedna – Javorková – Mikulovka – Skoruszyna – Blatná – Orawice. Czas przejścia: 4.20 h, ↓ 4.25 h.
  czerwony: Orawski Biały Potok – Mních – Machy – Prieková – Kopec – Małe Borowe – Wielkie Borowe – Diel – Malatiná
  żółty: Orawski Biały Potok – Bane